# Anne-Amélie de Bade-Durlach
Anne-Amélie de Bade-Durlach née le 9 juillet 1595 et décédée le 18 novembre 1651 à Sarrebruck) est la fille de Georges-Frédéric de Bade-Durlach et de sa première épouse, Julienne-Ursule de Salm-Neuville.

## Famille
Elle épouse en 1615 Guillaume de Nassau-Sarrebruck et ont 12 enfants :
- Anna Juliana (1617–1667), épouse le comte palatin Frédéric de Deux-Ponts
- Maurice (1618)
- Charlotte (1619–1687), épouse Louis Everhard de Leiningen-Westerburg
- Crato de Nassau-Sarrebruck (1621-1642), comte de Nassau-Sarrebruck de 1640 à 1642, tué à la bataille de Straelen
- Anne Amélie (1623–1695), entrée dans les ordres
- Jean-Louis de Nassau-Ottweiler (1625–1690), marié en 1649 avec Dorothée de Birkenfeld-Bischweiler
- Élisabeth Sybille (1626–1627)
- Marie-Sybille de Nassau-Sarrebruck (1628–1699), épouse Auguste-Philippe de Schleswig-Holstein-Sonderbourg-Beck
- George Frédéric (1630-1630)
- Gustave-Adolphe de Nassau-Sarrebruck (1632–1677), qui épouse en 1662 Éléonore de Hohenlohe-Neuenstein
- George Frederick (1633–1635)
- Valéran de Nassau-Usingen (1635–1702), marié en 1678 à Catherine Françoise de Croÿ-Rœulx

Ses enfants sont mineurs lorsque son mari décède en 1640. Elle exerce la régence jusqu'à sa mort.